# Les Néréides (Théophile Gautier)
Les Néréides est un poème publié en 1853 par Théophile Gautier dans la seconde édition du recueil Émaux et Camées.
Le poème décrit un tableau à l'aquarelle représentant les Néréides en mer. Le peintre cité : Théophile Kniatowski, fait référence au peintre polonais Teofil Kwiatkowski qui a exposé à Paris au Salon en 1846 et 1847 ; Gautier dans son ouvrage Salon de 1847 fait ce commentaire : « Parmi les portraitistes au pastel (…) le Polonais Théophile Kwiatkowski, qui serait fort connu (…) s’il jouissait d’un nom prononçable ».
Le poème ne figure pas dans l'édition originale de 1852 d'Émaux et Camées ; il a connu plusieurs versions.
En 1848 ou 1849, Teofil Kwiatkowski avait offert ou vendu à Théophile Gautier son tableau Les Sirènes ; c'est de ce tableau dont Gautier s'inspire, mais sans en faire une pure description ; il s'inspire également d'autres tableaux qui représentent fréquemment ces figures mythologiques à son époque, notamment Les Néréides du peintre Auguste Gendron (exposé au salon de 1850) ou la fresque d'Horace Vernet achevée en 1847 pour le plafond du salon de la Paix (ou salon des pas perdus) au Palais Bourbon à Paris, La Paix entourée des génies de la vapeur, sur terre et sur mer (un des tableaux représente La Vapeur mettant en fuite les dieux marins).

## Texte
J'ai dans ma chambre une aquarelle

Bizarre, et d'un peintre avec qui

Mètre et rime sont en querelle,

- Théophile Kniatowski.

Sur l'écume blanche qui frange

Le manteau glauque de la mer

Se groupent en bouquet étrange

Trois nymphes, fleurs du gouffre amer.

Comme des lis noyés, la houle

Fait dans sa volute d'argent

Danser leurs beaux corps qu'elle roule,

Les élevant, les submergeant.

Sur leurs têtes blondes, coiffées

De pétoncles et de roseaux,

Elles mêlent, coquettes fées,

L'écrin et la flore des eaux.

Vidant sa nacre, l'huître à perle

Constelle de son blanc trésor

Leur gorge, où le flot qui déferle

Suspend d'autres perles encor.

Et, jusqu'aux hanches soulevées

Par le bras des Tritons nerveux,

Elles luisent, d'azur lavées,

Sous l'or vert de leurs longs cheveux.

Plus bas, leur blancheur sous l'eau bleue

Se glace d'un visqueux frisson,

Et le torse finit en queue,

Moitié femme, moitié poisson.

Mais qui regarde la nageoire

Et les reins aux squameux replis,

En voyant les bustes d'ivoire

Par le baiser des mers polis ?

A l'horizon, - piquant mélange

De fable et de réalité, -

Paraît un vaisseau qui dérange

Le chœur marin épouvanté.

Son pavillon est tricolore ;

Son tuyau vomit la vapeur ;

Ses aubes fouettent l'eau sonore,

Et les nymphes plongent de peur.

Sans crainte elles suivaient par troupes

Les trirèmes de l'Archipel,

Et les dauphins, arquant leurs croupes,

D'Arion attendaient l'appel.

Mais le steam-boat avec ses roues,

Comme Vulcain battant Vénus,

Souffletterait leurs belles joues

Et meurtrirait leurs membres nus.

Adieu, fraîche mythologie !

Le paquebot passe et, de loin,

Croit voir sur la vague élargie

Une culbute de marsouin.